# El Paraíso, Chiapa de Corzo
El Paraíso är en ort i Mexiko.   Den ligger i kommunen Chiapa de Corzo och delstaten Chiapas, i den sydöstra delen av landet, 700 km sydost om huvudstaden Mexico City. El Paraíso ligger 424 meter över havet och antalet invånare är 161.
Terrängen runt El Paraíso är kuperad åt sydost, men åt nordväst är den platt. Runt El Paraíso är det ganska tätbefolkat, med 58 invånare per kvadratkilometer. Närmaste större samhälle är Chiapa de Corzo, 18,8 km norr om El Paraíso. Omgivningarna runt El Paraíso är en mosaik av jordbruksmark och naturlig växtlighet.